# تالیسکا
اندرسون سوزا کونسیسائو (پرتغالی: Anderson Souza Conceição؛ زادهٔ ۱ فوریهٔ ۱۹۹۴) که با نام تالیسکایا اندرسون تالیسکا شناخته میشود بازیکن فوتبال اهل برزیل است که در پست هافبک هجومی و هافبک برای باشگاه فوتبال فنرباغچه در لیگ فوتبال ترکیه بازی می‌کند.

## دوران باشگاهی

### باهیا
تالیسکا که در استعداد آکادمی باهیا بود اولین بازی حرفه‌ای خود را در ۷ ژوئیه ۲۰۱۳ در برابر کورینتیانس انجام داد و اولین گل خود را در بازی بعدی مقابل سائوپائولو به ثمر رساند

### بنفیکا
وی در ۵ ژوئیه ۲۰۱۴، پس از یک فصل در باهیا با مبلغ ۴.۷۵ میلیون یورو (شامل هزینه مدیربرنامه ها ) به بنفیکا ، لیگ برتر فوتبال پرتغال پیوست و این بالاترین مبلغی بود که برای خرید دائمی یک بازیکن در تاریخ باهیا پرداخت شد. در ۱۸ ژوئیه ۲۰۱۴، توانست اولین گل خود را برای بنفیکا در برابر اشتوریل پرایا به ثمر برساند.
در ۴ نوامبر ۲۰۱۴، او اولین گل خودش را در لیگ قهرمانان اروپا به ثمر رساند، گلی که تنها گل بازی بود و باعث شکست موناکو در مرحله گروهی شد. تالیسکا به ثمر رساندن این گل در دقیقه ۸۲ را به عنوان "بهترین احساس" در زندگی خود توصیف کرد
در فصل ۱۶–۲۰۱۵، تالیسکا گل پیروزی بنفیکا را در پیروزی بخش مسابقه خارج از خانه در مقابل زنیت سن پترزبورگ در بازی برگشت مرحله یک هشتم نهایی لیگ قهرمانان اروپا به ثمر رساند تا در نتیجه ۳–۱ را رقم بزند.

### بشیکتاش (قرضی)
در ۲۴ اوت ۲۰۱۶، تالیسکا با قرارداد قرضی ۱+۱ ساله با مبلغ ۲ میلیون یورو به باشگاه فوتبال بشیکتاش ترکیه پیوست.

### گوانگژو
در ۸ ژوئن ۲۰۱۸، تالیسکا به مدت نیم فصل به باشگاه فوتبال گوانگژو قرض داده شد و مبلغ این انتقال ۵.۸ میلیون یورو بود. وی در اولین بازی خود برای گوانگژو هتریک کرد و در نهایت گوانگژو بازی را با نتیجه ۴-۰ پیروز شد و همچنین تالیسکا در بازی دوم برای گوانگژو در مقابل باشگاه فوتبال چونگ‌کینگ دنگ‌دای لیفان که در نهایت ۵-۰ به پایان رسید دو گل به ثمر رسوند.
در ۲۶ اکتبر ۲۰۱۸ ، بنفیکا اعلام کرد که تالیسکا به طور دائم با مبلغ ۱۹.۲ میلیون یورو به باشگاه چینی پیوسته.

### النصر
در ۱۷ می ۲۰۲۱، تالیسکا با مبلغی ۹.۵ میلیون دلاری به باشگاه فوتبال النصر عربستان سعودی پیوست.در ۷ آوریل ۲۰۲۳، تالیسکا قراردادی جدید و  سه ساله با النصر امضا کرد.

## سابقه ملی
در ۱۱ نوامبر ۲۰۱۴ تالیسکا توسط دونگا برای دو بازی دوستانه مقابل ترکیه و اتریش به تیم ملی فوتبال برزیل دعوت شد تا جایگزین لوکاس مورا شود.  او در مارس ۲۰۱۸ دوباره توسط مربی تیم تیته برای شرکت در دیدارهای دوستانه خارج از خانه در مقابل روسیه و آلمان دعوت شد اما با این حال او هنوز اولین بازی خود را برای تیم بزرگسالان انجام نداده‌است.